# Studio DEEN
Studio DEEN (株式会社スタジオディーン Kabushiki gaisha Sutajio Dīn?, ibland "Studio Deen") är ett japanskt företag som producerar anime. Tre år efter att Sunrise bildades år 1972 bildade dess arbetare Studio DEEN. Som en följd av detta medverkar Studio DEEN i många animeproduktioner av Sunrise, som Cowboy Bebop.

## Lista över verk
- Amaenaideyo!
- Angel's Egg
- AWOL - Absent WithOut Leave
- Beyblade
- Binchō-tan
- Bomberman Jetters
- Matantei Loki Ragnarok
- DNA²
- Domain of Murder
- Eat-Man
- Eat-Man `98
- Eden's Bowy
- Ehrgeiz
- F
- Fate/stay night
- Fruits Basket
- Full Moon wo Sagashite
- Get Ride! Amdriver
- Getbackers
- Ginga Densetsu Weed
- Golden Brave Goldran
- Gravitation
- Haunted Junction
- Itsumo Kokoro ni Taiyou wo!
- Jigoku Shoujo
- Jigoku Shoujo Futakomori
- Junjou Romantica: Pure Romance
- King of Bandit Jing
- Kita e ~Diamond Dust Drops~
- Knight Hunters
- Kokoro Library
- Kyo Kara Maoh!
- Let's Dance With Papa
- Maison Ikkoku
- Maria-sama ga Miteru
- Maria-sama ga Miteru ~Haru~
- Maria-sama ni wa naisho
- Mission-E
- Mobile Suit Victory Gundam
- Momoiro Sisters
- Mon Colle Knights
- Mouse
- Patlabor
- Princess Princess
- Ranma ½
- Rave Master
- Read or Die
- Rurouni Kenshin
- Samurai Deeper Kyo
- Shadow Skill - Eigi
- Simoun
- Soul Hunter
- Star Ocean EX
- Tactics
- Law of Ueki
- The Samurai
- Urayasu Tekkin Kazoku
- Violinist of Hameln
- Weiß Kreuz
- When They Cry
- Umineko no Naku Koro Ni
- Yami to Boushi to Hon no Tabibito
- You're Under Arrest
- Yumeria
- Zenki
- Zipang